# Colleen Atwood
Colleen Atwood (Yakima, Washington; 25 de septiembre de 1948) es una diseñadora de moda estadounidense.

## Biografía
Atwood ha recibido doce nominaciones a los premios Óscar en la categoría de mejor diseño de vestuario, resultando ganadora en cuatro ocasiones por Chicago (2002), Memorias de una Geisha (2005), Alicia en el país de las maravillas (2010) y Animales fantásticos y dónde encontrarlos (2016).

## Filmografía
| Año  | Película                                          | Notas             |
| ---- | ------------------------------------------------- | ----------------- |
| 1984 | Firstborn                                         |                   |
| 1985 | Bring on the Night                                |                   |
| 1986 | Manhunter                                         |                   |
| 1987 | Critical Condition                                |                   |
| 1987 | The Pick-up Artist                                |                   |
| 1987 | La sombra del testigo                             |                   |
| 1988 | For Keeps                                         |                   |
| 1988 | Married to the Mob                                |                   |
| 1988 | Fresh Horses                                      |                   |
| 1988 | Trilogía de Nueva York                            |                   |
| 1989 | Hider in the House                                |                   |
| 1990 | The Handmaid's Tale                               |                   |
| 1990 | Joe contra el volcán                              |                   |
| 1990 | Edward Scissorhands                               |                   |
| 1991 | The Silence of the Lambs                          |                   |
| 1991 | Rush                                              |                   |
| 1992 | Lorenzo's Oil                                     |                   |
| 1993 | Born Yesterday                                    |                   |
| 1993 | Philadelphia                                      |                   |
| 1994 | Cabin Boy                                         |                   |
| 1994 | Wyatt Earp                                        |                   |
| 1994 | Ed Wood                                           |                   |
| 1994 | Mujercitas                                        |                   |
| 1995 | The Grotesque                                     |                   |
| 1996 | The Juror                                         |                   |
| 1996 | That Thing You Do!                                |                   |
| 1996 | Head Above Water                                  |                   |
| 1996 | Mars Attacks!                                     |                   |
| 1997 | Buddy                                             |                   |
| 1997 | Gattaca                                           |                   |
| 1998 | Fallen                                            |                   |
| 1998 | Beloved                                           |                   |
| 1998 | Mumford                                           |                   |
| 1999 | Sleepy Hollow                                     |                   |
| 2001 | Golden Dreams                                     |                   |
| 2001 | The Mexican                                       |                   |
| 2001 | El planeta de los simios                          |                   |
| 2002 | CinéMagique                                       |                   |
| 2002 | Chicago                                           |                   |
| 2003 | Big Fish                                          |                   |
| 2004 | Lemony Snicket's A Series of Unfortunate Events   |                   |
| 2005 | Memorias de una geisha                            |                   |
| 2006 | Misión imposible 3                                |                   |
| 2007 | Sweeney Todd: The Demon Barber of Fleet Street    |                   |
| 2009 | Enemigos públicos                                 |                   |
| 2009 | Nine                                              |                   |
| 2010 | Alicia en el país de las maravillas               |                   |
| 2010 | The Tourist                                       |                   |
| 2011 | The Rum Diary                                     |                   |
| 2011 | In Time                                           |                   |
| 2012 | Sombras tenebrosas                                |                   |
| 2012 | Snow White and the Huntsman                       |                   |
| 2014 | Big Eyes                                          |                   |
| 2014 | Into the Woods                                    |                   |
| 2015 | Blackhat                                          |                   |
| 2015 | Supergirl                                         |                   |
| 2016 | Alicia a través del espejo                        |                   |
| 2016 | Animales fantásticos y dónde encontrarlos         |                   |
| 2016 | El cazador y la reina del hielo                   |                   |
| 2016 | El hogar de Miss Peregrine para niños peculiares  |                   |
| 2018 | Tomb Raider                                       |                   |
| 2018 | Animales fantásticos: Los crímenes de Grindelwald |                   |
| 2019 | Dumbo                                             |                   |
| 2019 | La dama y el vagabundo                            |                   |
| 2019 | Where are you                                     |                   |
| 2019 | Bombshell                                         |                   |
| 2020 | High Fidelity                                     |                   |
| 2020 | Designing Hollywood                               |                   |
| 2022 | Animales fantásticosː Los secretos de Dumbledore  |                   |
| 2022 | Wednesday                                         |                   |
| 2023 | La Sirenita                                       |                   |
| 2023 | Pain Hustlers                                     |                   |
| 2023 | Masters of the Air                                | [ 3 ] [ 4 ] [ 5 ] |
| 2025 | Beetlejuice Beetlejuice                           | [ 6 ] [ 7 ] [ 8 ] |
| TBA  | Rothko                                            | [ 9 ]             |

## Premios y nominaciones
Premios Óscar
| Año  | Categoría                 | Película                                        | Resultado |
| ---- | ------------------------- | ----------------------------------------------- | --------- |
| 1995 | Mejor diseño de vestuario | Mujercitas                                      | Nominada  |
| 1999 | Mejor diseño de vestuario | Beloved                                         | Nominada  |
| 2000 | Mejor diseño de vestuario | Sleepy Hollow                                   | Nominada  |
| 2003 | Mejor diseño de vestuario | Chicago                                         | Ganadora  |
| 2005 | Mejor diseño de vestuario | Lemony Snicket's A Series of Unfortunate Events | Nominada  |
| 2006 | Mejor diseño de vestuario | Memorias de una geisha                          | Ganadora  |
| 2008 | Mejor diseño de vestuario | Sweeney Todd: The Demon Barber of Fleet Street  | Nominada  |
| 2010 | Mejor diseño de vestuario | Nine                                            | Nominada  |
| 2011 | Mejor diseño de vestuario | Alicia en el país de las maravillas             | Ganadora  |
| 2013 | Mejor diseño de vestuario | Snow White and the Huntsman                     | Nominada  |
| 2015 | Mejor diseño de vestuario | Into the Woods                                  | Nominada  |
| 2017 | Mejor diseño de vestuario | Animales fantásticos y dónde encontrarlos       | Ganadora  |

### Premios BAFTA
| Año  | Categoría                 | Película                                       | Resultado |
| ---- | ------------------------- | ---------------------------------------------- | --------- |
| 1992 | Mejor diseño de vestuario | Edward Scissorhands                            | Nominada  |
| 1995 | Mejor diseño de vestuario | Mujercitas                                     | Nominada  |
| 2000 | Mejor diseño de vestuario | Sleepy Hollow                                  | Ganadora  |
| 2002 | Mejor diseño de vestuario | El planeta de los simios                       | Nominada  |
| 2003 | Mejor diseño de vestuario | Chicago                                        | Nominada  |
| 2006 | Mejor diseño de vestuario | Memorias de una geisha                         | Ganadora  |
| 2008 | Mejor diseño de vestuario | Sweeney Todd: The Demon Barber of Fleet Street | Nominada  |
| 2011 | Mejor diseño de vestuario | Alicia en el país de las maravillas            | Ganadora  |
| 2013 | Mejor diseño de vestuario | Snow White and the Huntsman                    | Nominada  |
| 2015 | Mejor diseño de vestuario | Into the Woods                                 | Nominada  |
| 2016 | Mejor diseño de vestuario | Animales fantásticos y dónde encontrarlos      | Nominada  |

### Premios del Sindicato de Diseñadores de Vestuario
Los premios Sindicato de Diseñadores de Vestuario (Costume Designers Guild Awards), premian la excelencia de los diseños dentro de ciertas categorías en cine o televisión. Atwood recibió el premio especial por los logros en su carrera (Career Achievement Award) en 2006.
| Año  | Categoría                                    | Película                                         | Resultado |
| ---- | -------------------------------------------- | ------------------------------------------------ | --------- |
| 1999 | Excelencia en diseño para película           | Beloved                                          | Nominada  |
| 2000 | Excelencia en película de periodo o fantasía | Sleepy Hollow                                    | Ganadora  |
| 2002 | Excelencia en película de periodo o fantasía | El planeta de los simios                         | Nominada  |
| 2003 | Excelencia en película de periodo o fantasía | Chicago                                          | Ganadora  |
| 2005 | Excelencia en película de periodo o fantasía | Lemony Snicket's A Series of Unfortunate Events  | Ganadora  |
| 2006 | Excelencia en película de periodo            | Memorias de una geisha                           | Ganadora  |
| 2008 | Excelencia en película de periodo            | Sweeney Todd: The Demon Barber of Fleet Street   | Ganadora  |
| 2010 | Excelencia en película de periodo            | Nine                                             | Nominada  |
| 2011 | Excelencia en película de fantasía           | Alicia en el país de las maravillas              | Ganadora  |
| 2013 | Excelencia en película de fantasía           | Snow White and the Huntsman                      | Nominada  |
| 2015 | Excelencia en película de fantasía           | Into the Woods                                   | Ganadora  |
| 2017 | Excelencia en película de fantasía           | Animales fantásticos y dónde encontrarlos        | Nominada  |
| 2017 | Excelencia en película de fantasía           | El hogar de Miss Peregrine para niños peculiares | Nominada  |

### Premios Emmy
| Año  | Categoría                                                                                               | Programa                          | Resultado |
| ---- | --- | --------------------------------- | --------- |
| 2007 | Mejor vestuario para un programa de variedades o musical, o un especial (compartido con Kendall Errair) | Tony Bennett: An American Classic | Ganadora  |